# Freno rigenerativo

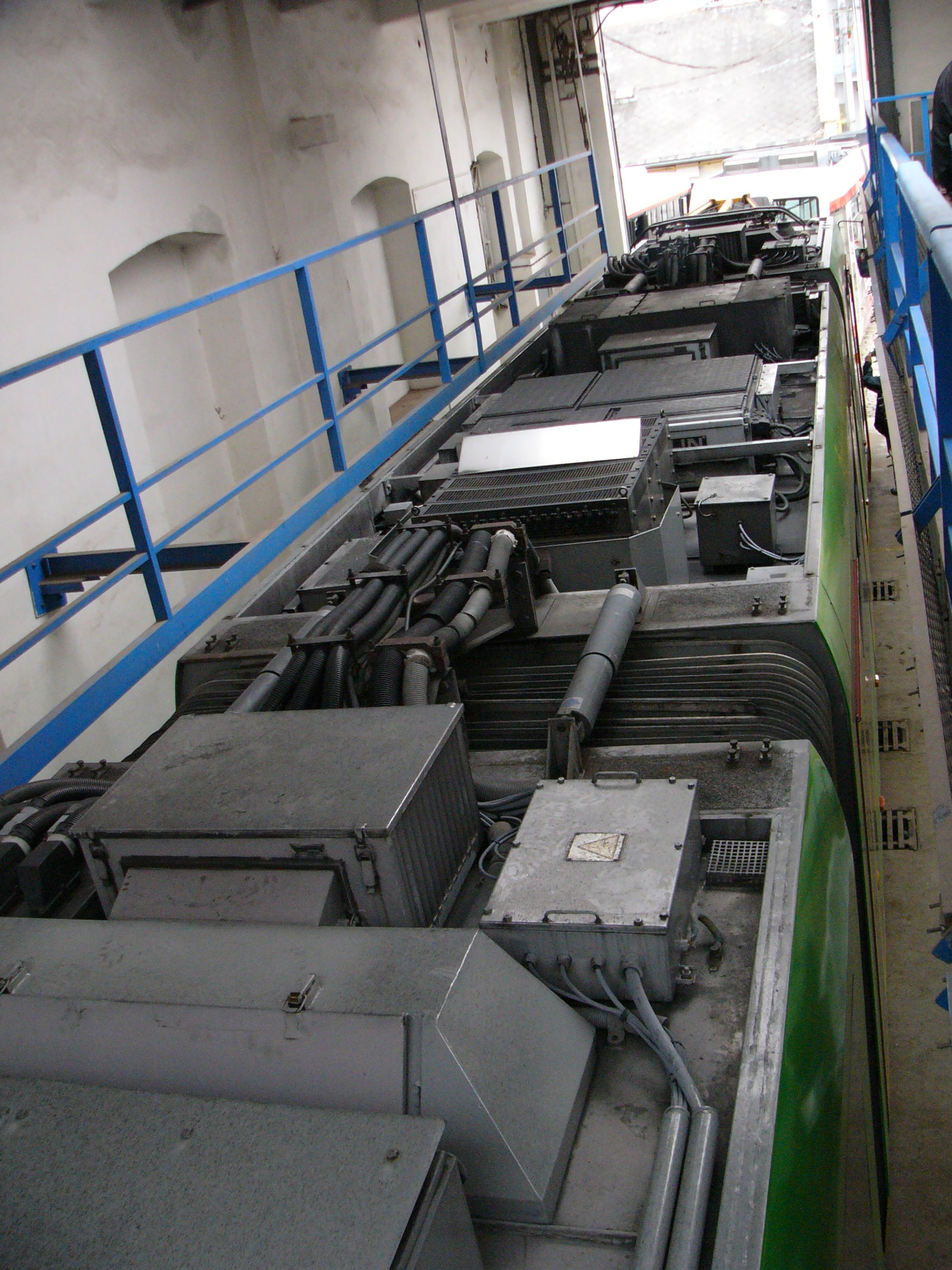
Sistema di controllo del motore e freno rigenerativo del tram Škoda 03 T

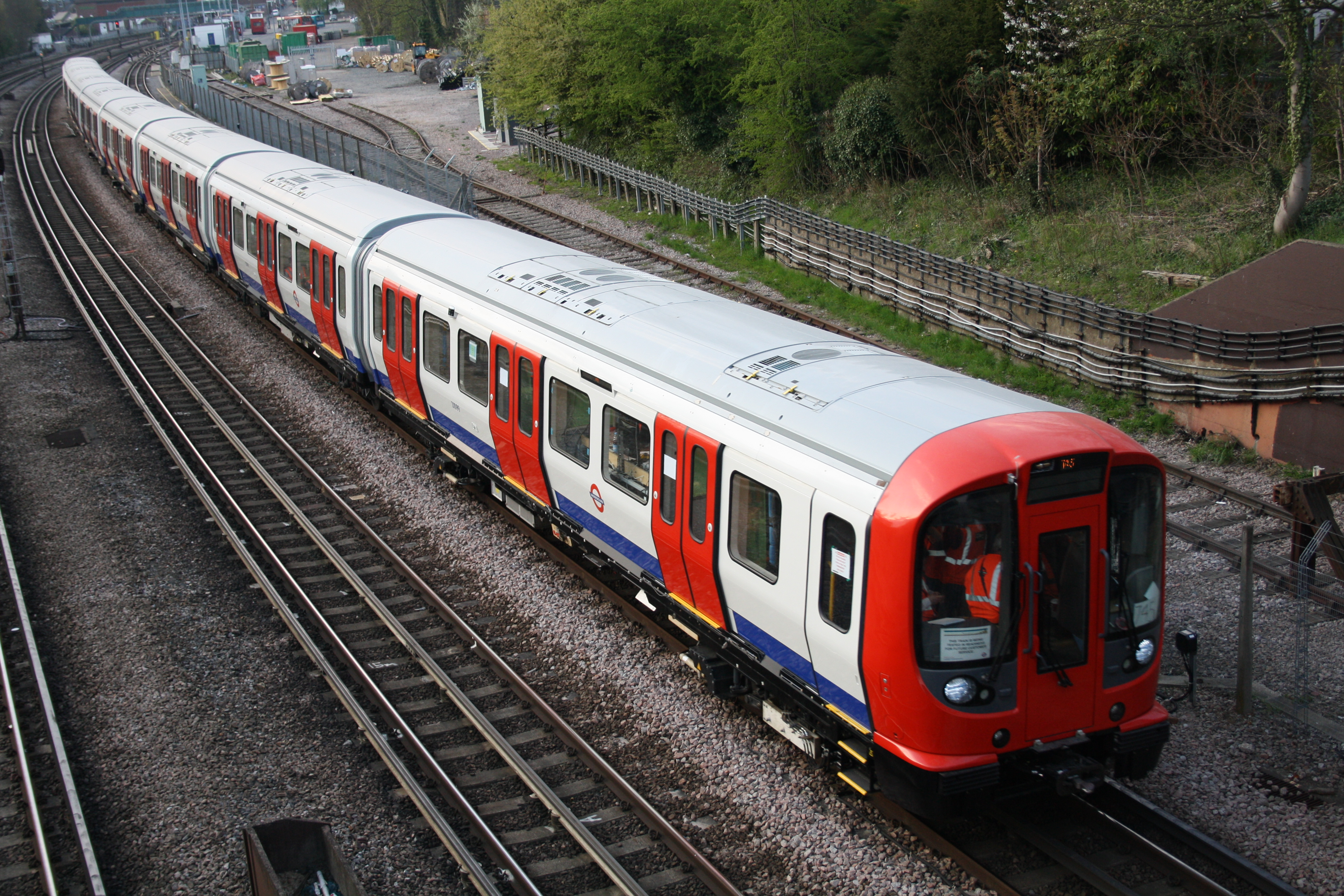
Il treno della metropolitana di Londra dove il freno rigenerativo fa sì che possa ritornare alla rete il 20% della sua energia utilizzata

Il freno rigenerativo è un particolare tipo di freno che recupera energia utile estraendola da una quota di quella che, normalmente, si dissipa in aria (calore) durante il rallentamento del veicolo (diminuzione di energia cinetica). 
Si capisce che, di conseguenza, tale tipo di dispositivo ha due funzioni: di freno e di generatore di energia.
Il modo più semplice per realizzare un freno rigenerativo su di un veicolo in movimento è quello di utilizzare un normale generatore elettrico vincolato all'asse delle ruote. 

## Trasporto ferroviario
Questo tipo di freno viene ampiamente utilizzato in campo tramviario, nelle metropolitane e nel trasporto ferroviario, anche se in misura minore, i motori elettrici di trazione vengono riutilizzati in frenatura come generatori elettrici in quella che comunemente viene definita frenatura elettrodinamica (o semplicemente "ED"). I vantaggi sono significativi soprattutto in treni che devono effettuare molte fermate ravvicinate, con la conseguente necessità di fasi di accelerazione e decelerazione ravvicinate. Per es. nella metropolitana di Londra l'uso del freno rigenerativo fa sì che possa ritornare alla rete il 20% dell'energia utilizzata dal convoglio.

### Vantaggi
Il vantaggio di questo tipo di freno rispetto a quello pneumatico è multiplo:
- Da una parte si ha il risparmio delle pastiglie dei freni, in quanto parte o tutta la frenatura viene realizzata dai motori senza utilizzare il freno ad attrito.
- Dall'altra si ha un recupero di energia elettrica che viene immessa sulla linea e, quindi, resa disponibile per eventuali altri treni in trazione.
- Contrariamente all'uso dei freni a strisciamento, la frenata elettrica non provoca mai il completo bloccaggio delle ruote, in quanto per sua natura (l'uso della differenza di velocità della ruota rispetto al campo statore) l'azione del freno è efficiente solamente in caso di ruote in movimento e tale efficacia diminuisce con la riduzione della velocità di rotazione della ruota.

### Limitazioni
Si deve però anche tener presente di alcuni limiti al freno ED che, quindi, non può sostituire completamente il freno ad attrito (pneumatico). In particolare abbiamo che:
- A bassa velocità, il movimento del rotore nel motore elettrico ha una velocità angolare tale che il potenziale generato è basso. Di conseguenza con il rallentamento abbiamo anche un abbassamento dell'efficienza del generatore e, quindi, della forza frenante.
- Il freno elettrodinamico non è in grado di mantenere il veicolo in arresto. Pertanto per rimanere fermo il convoglio ha sempre bisogno di un freno ad attrito.
- L'uso del motore anche in frenatura provoca un surriscaldamento, soprattutto se si passa continuamente dalla trazione alla frenatura. Tanto più se la tensione di linea è bassa (come nelle tramvie) e la potenza frenante deve essere cospicua. Tutto questo può influire nella riduzione del tempo di vita del freno, portando a bruciare il generatore.
- I motori non sono mai montati su tutti gli assi, di conseguenza la coppia frenante da loro sviluppata, non ha lo stesso effetto di quella ideale applicata omogeneamente. In tal modo si rischia di superare l'aderenza massima tra ruota e rotaia, provocando micro-slittamenti delle ruote (senza, però, arrivare al completo bloccaggio) aumentando la distanza di arresto del veicolo.

## Trasporto su gomma
In tali mezzi si ha la stessa caratteristica vantaggi e difetti del sistema per il trasporto su rotaia, anche se generalmente in questo caso viene montato sull'albero motore.
Tale freno è presente su tutti i nuovi mezzi di grandi dimensioni per il trasporto pubblico.

## Sistema di recupero dell'energia cinetica (KERS)
Questo sistema assorbe energia in modo analogo al freno rigenerativo, ma, invece di immetterla in una rete elettrica, la accumula o in un volano meccanico, in batterie o condensatori/supercondensatori, oppure in accumulatori idrostatici azionati da pompa-motore; per poi restituirla al sistema che la può riutilizzare, ad esempio, per azionare un motore elettrico, che può essere lo stesso propulsore del mezzo o un suo servomotore.